# Ninh An, Mẫu Đơn Giang
Ninh An (chữ Hán giản thể: 宁安市) âm Hán Việt: Ninh An thị) là một thành phố cấp huyện thuộc địa cấp thị Mẫu Đơn Giang, tỉnh Hắc Long Giang, Cộng hòa Nhân dân Trung Hoa. Tên thành phố này lấy từ Ninh Cổ Thành. Thành phố Ninh An nằm ở đông nam của tỉnh Hắc Long Giang, đông giáp Mục Lăng, tây giáp Hải Lâm, nam giáp Uông Thanh của Cát Lâm. Bột Hải quốc thời nhà Đường thành lập Thượng Kinh Long Tuyền Phủ ở đây. Đây là quê hương của Mã Tuấn. 
Ninh An có diện tích 7870 km², dân số 440.000 người. Mã số bưu chính của thành phố Ninh An là 157400. Thành phố này được chia thành 7 trấn, 5 hương.
- Trấn Ninh An, Đông Kinh, Bột Hải, Hải Lãng, Sa Lan, Lan Cương, Thạch Nham.
- Hương: Giang Nam, Tam Lăng, Ngọa Long, Mã Hà, Cảnh Bạc.